# میلوویتسه (ناحیه نیمبورک)
میلوویتسه (به چکی: Milovice) یک منطقهٔ مسکونی و شهرستان دارای شهرک سابقاً روستا در جمهوری چک است که در ناحیه نیمبورک واقع شده‌است. میلوویتسه ۱۰٬۳۳۸ نفر جمعیت دارد.